# Digital Object Reader
Digital Object Reader（デジタル・オブジェクト・リーダー）は、デジタルカタパルトが開発したプラグイン型のパーソナルコンピュータ用電子書籍ビューアー。略称・DOR（ドア）。電子書籍データはストリーミングによって提供される。2008年よりYahoo!コミックで採用されたのを始め漫画の配信に使用されることが多い。

## 概要
ページの拡大・縮小、フルスクリーン化、全ページの一覧表示、しおり機能、ショートカット機能などを備えている。
初期のバージョンでは対応ブラウザが事実上、Internet Explorer 7のみに限定されている難点がある。Mozilla Firefoxを始めとするMozilla系ブラウザはサイトにより対応・非対応が分かれているが、一部のサイトではIE Tabをインストールすることにより対応可能となる場合もある。

## 主なDOR使用サイト
- 月刊ガンガンJOKER
- クラブサンデー

### かつてDORを使用していたサイト
- Yahoo!コミック（IE8・Mozilla非対応）
- ガンガンONLINE（2008年10月〜2009年9月）